# MTV Music 24
Az MTV Music 24 (korábban: MTV Music) az MTV egyik zenecsatornája volt.

## Története
A csatorna Közép-Európában 2005-ben indult MTV Music néven, de jelenlegi nevét 2011. szeptember elején kapta. A csatorna a nap 24 órájában videoklipeket sugárzott, hazánkban többek közt a UPC Direct kínálatában volt elérhető. A csatorna a Benelux-államokban a TMF-et, Dél-Afrikában a VH1 Classic-ot, Lengyelországban pedig az ottani MTV Music-ot váltotta fel. Indulás után egy évvel megjelent a logó a jobb felső, majd a bal felső sarokban (azelőtt nem volt logója a jobb felső sarokban). Először csak az MTV logó volt látható, de 2019-től a teljes logó kikerült. A csatorna 2019. január végétől 16:9-ben sugárzott. Ugyanakkor a csatorna a jelenlegi kék színű logóját és grafikáját vette fel. 2021. június 1-én megszűnt, helyét Közép-Európában a NickMusic, Dél-Afrikában az MTV Hits váltotta fel.